# Aşağıdoluca
Aşağıdoluca (kurd. Aşağı Xarik oder kurz Xarik/Harik) ist ein Dorf im Landkreis Nazımiye der türkischen Provinz Tunceli. Aşağıdoluca („Unteres Doluca“) liegt an der Südgrenze des Landkreises, 3 km südlich von Yukarıdoluca („Oberes Doluca“) und ca. 12 km südöstlich von Nazımiye.
In den 1990er Jahren wurde das Dorf aufgrund von Drohungen und infolge der Kämpfe zwischen Sicherheitskräften und PKK aufgegeben. Damals lebten dort ca. 580 Menschen.  Nach 1997 wurde Aşağıdoluca erneut besiedelt. Im Jahre 2011 lebten in Aşağıdoluca 261 Menschen.
Die Region ist gebirgig. Die Hänge sind spärlich baumbestanden. Im Tal von  Aşağıdoluca gibt es eine heiße Quelle. Das Wasser wird in ein Becken geleitet und gilt als heilkräftig.